# 黑色旅

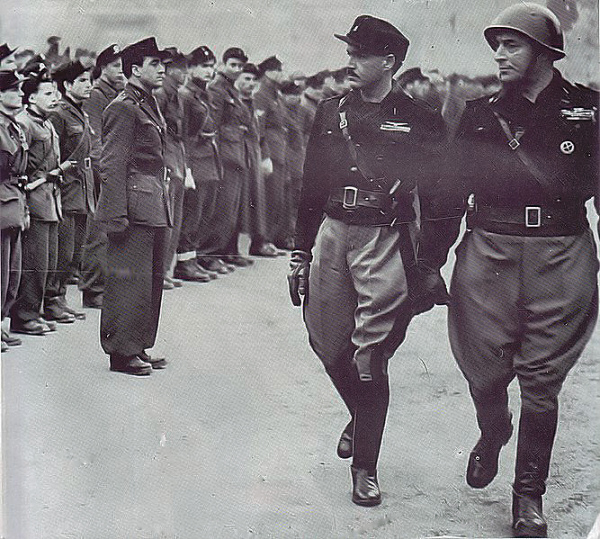
黑色旅

黑色旅（意大利語：Brigate Nere）意大利社会共和国的共和法西斯党下屬的准军事力量。黑色旅的官方指挥官是亚历山德罗·帕沃利尼。黑色旅经常在反游击作战中支援德军，经常引发针对意大利平民的屠杀。1945年4月25日意大利戰役结束后，很多黑色旅成员都遭到意大利抵抗運動武装的报复。